# Nørre Sandager Kirke
Nørre Sandager Kirke ligger i Nørre Sandager Sogn i Nordfyns Kommune lige ved siden af Sandagergård.
- Nørre Sandager Kirke fra sydøst
- Nørre Sandager Kirke fra øst
- Nørre Sandager Kirke fra nord
- Kirkerummet
- Døbefonten
- Gravsten over Jørgen Quitzow og hans hustru

## Eksterne kilder og henvisninger
- Wikimedia Commons har flere filer relateret til Nørre Sandager Kirke
- Nørre Sandager Kirke Arkiveret 31. januar 2011 hos  Wayback Machine hos nordenskirker.dk
- Nørre Sandager Kirke hos KortTilKirken.dk
- Nørre Sandager Kirke på danmarkskirker.natmus.dk (Danmarks Kirker, Nationalmuseet)